# Alexander Rahbari
Alexander Rahbari (persiano: علی رهبری‎, anche romanizzato come Alī Rahbarī, pronuncia: æˈliː ɾæhbæˈɾiː; Teheran, 26 maggio 1948) è un compositore e direttore d'orchestra iraniano, che ha lavorato con più di 120 orchestre europee, inclusa la Berliner Philharmoniker..

## Biografia
Nato a Teheran il 26 maggio 1948, Rahbari ha studiato violino e composizione con Rahmatollah Badiee e Hossein Dehlavi al Conservatorio nazionale di musica persiano. Dall'età di 17 anni è stato violinista presso la Fine Arts Administration Orchestra No. 1 (diretta da Hossein Dehlavi). Dopo aver conseguito il diploma di violino presso il Conservatorio Nazionale, ha vinto una borsa di studio del Ministero della Cultura e dell'Arte dell'Iran e si è trasferito in Austria. Rahabari continuò i suoi studi di composizione e direzione d'orchestra all'Accademia di Vienna con Gottfried von Einem, Hans Swarovsky e Karl Österreicher.
Alcuni mesi dopo il suo ritorno in Iran, nel 1973 diventò direttore del Conservatorio nazionale di musica persiano e dal 1974 al 1977 è stato direttore del Conservatorio di musica di Teheran.
Durante questo periodo Rahbari, in collaborazione con giovani musicisti iraniani, fondò l'Iran's Jeunesse Musicale Orchestra, di cui era direttore musicale e direttore permanente. Ha anche diretto l'Orchestra Sinfonica di Teheran, la Orchestra da Camera della Radio e Televisione Nazionale Iraniana (NIRT) e la Orchestra dell'Opera di Teheran come direttore ospite alla Roudaki Hall.
Nel 1977 emigrò in Europa. Nello stesso anno vinse il primo premio del Concorso Internazionale di Besançon per Giovani Direttori (Francia) e nel 1978 ha ricevuto la medaglia d'argento al Concorso Internazionale di Direzione d'orchestra di Ginevra. In quell'anno ha registrato tre LP dal titolo "Symphonische Dichtungen aus Persien" [Poesie sinfoniche dalla Persia] con l'Orchestra Sinfonica di Norimberga in Germania, tra cui 6 opere di alcuni dei più grandi compositori iraniani del XX secolo: "Bijan & Manijeh" di Hossein Dehlavi, "Dance", "Ballet-Immpressionen" e "Rhapsodie" di Ahmad Pejman, "Sheherazade" di Aminollah (Andre) Hossein, "Iranian Suite" di Houshang Ostovar, "Persian Mysticism in G" (una sua composizione) e "Mouvement Symphonic" di Mohammad-Taghi Massudieh.
Il 1979 è stato l'anno più importante nella carriera di Rahbari. È stato invitato a dirigere la Berliner Philharmoniker e nel Festival di Pasqua di Salisburgo del 1980 è diventato assistente di Karajan.
Dal 1988 al 1996 Rahbari è stato il direttore principale della Orchestra della Radio Fiamminga (ora Brussels Philharmonic) e successivamente è diventato direttore musicale dell'Orchestra Filarmonica di Zagabria. Nel 2005 è tornato in Iran e ha diretto la Nona Sinfonia di Beethoven a Teheran. Molti conservatori e giornali hanno accusato Rahbari di promuovere i valori occidentali. Si è dimesso dall'Orchestra Sinfonica di Teheran ed ha lasciato l'Iran per protestare contro il suo mondo musicale.
Nel 2009 ha introdotto nuove idee musicali basate sui ritmi della Musica tradizionale persiana.

## Composizioni scelte
- Concerto per violino/Sinfonia Persiana Nohe Khan (1967/72)
- Misticismo Persiano -intorno al Sol-, per orchestra (1969)
- Beirut, per gruppo di flauti (1985)
- Musica per i Diritti Umani, per orchestra (anni '80)
- EXTA$Y The Musical (dedicato a Giacomo Puccini) (1995/96)
  - Parte 1: Suor Angelica
  - Parte 2: Mister Gianni
- La Fuerza Flamenca, per Coro e Orchestra (2000)
- My Mother Persia, 7 poesie sinfoniche (2017/18)